# Niemeijer's Tabak-albums

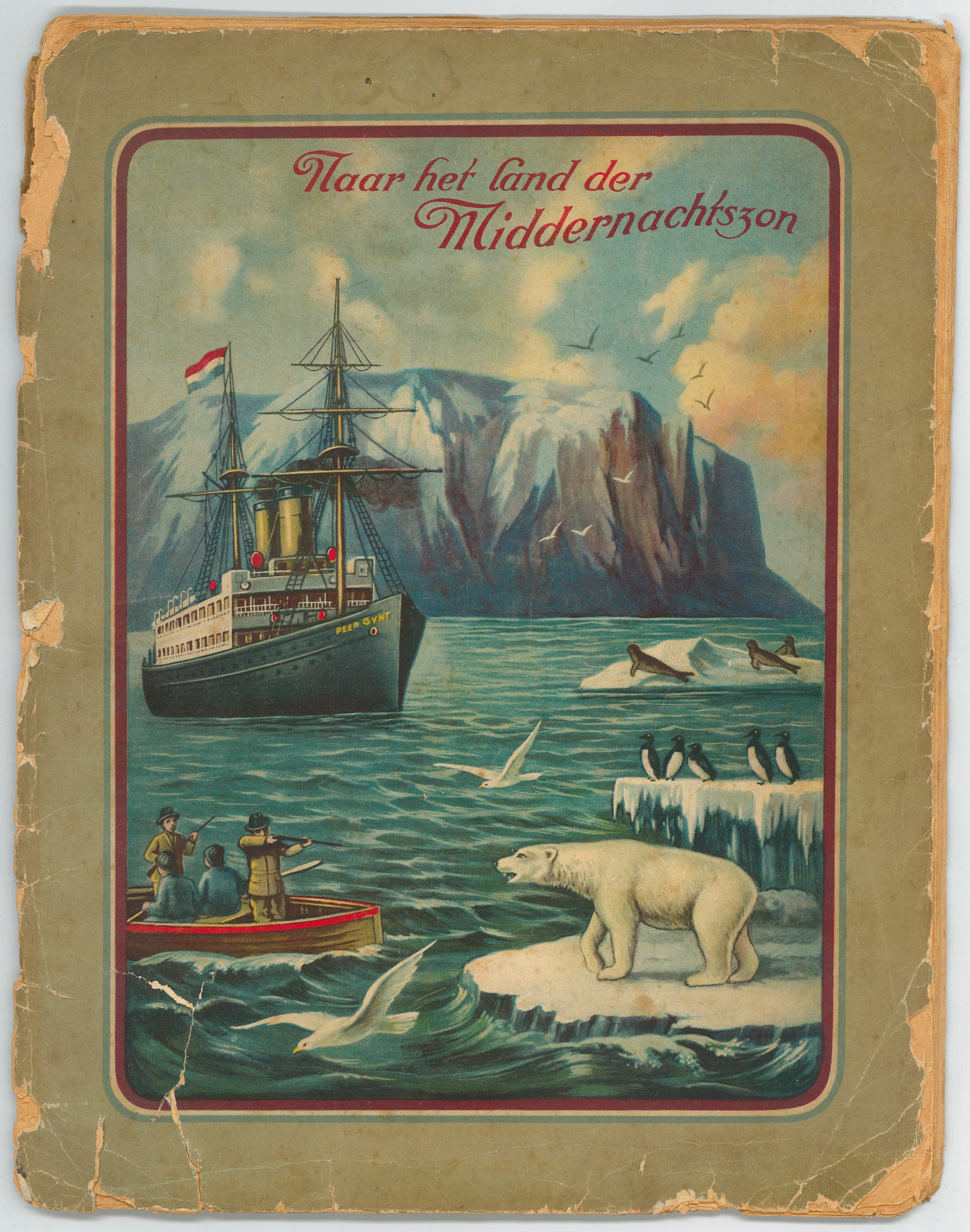
Naar het land der Middernachtszon

Niemeijer's Tabak-albums zijn een reeks plaatjesboeken die tussen 1920 en 1930 werden uitgegeven door de Groningse tabaksfabriek van de familie Niemeyer, een bedrijf dat thans bekendstaat als Koninklijke Theodorus Niemeyer BV.
De boeken met ingeplakte albumplaatjes waren zo'n 32 cm hoog en 32 pagina's dik.
De twee delen De schatten der Aarde kwamen tot stand dankzij medewerking van Frits van Raalte (1876-1943).

## Uitgegeven albums
Omslagtitels:
- Nederlandsch Indië (1923)
- Japan & China (1924)
- Mooi Zwitserland (1925)
- Amerika (1926)
- Naar de Middellandsche Zee (1926)
- Naar het land der Middernachtszon (1927)
- De schatten der Aarde: Eerste afdeeling: Steenkolen en zout (1928)
- De Schatten der Aarde: Tweede afdeeling: Ertsen en Metalen (1928)

## Afbeeldingen

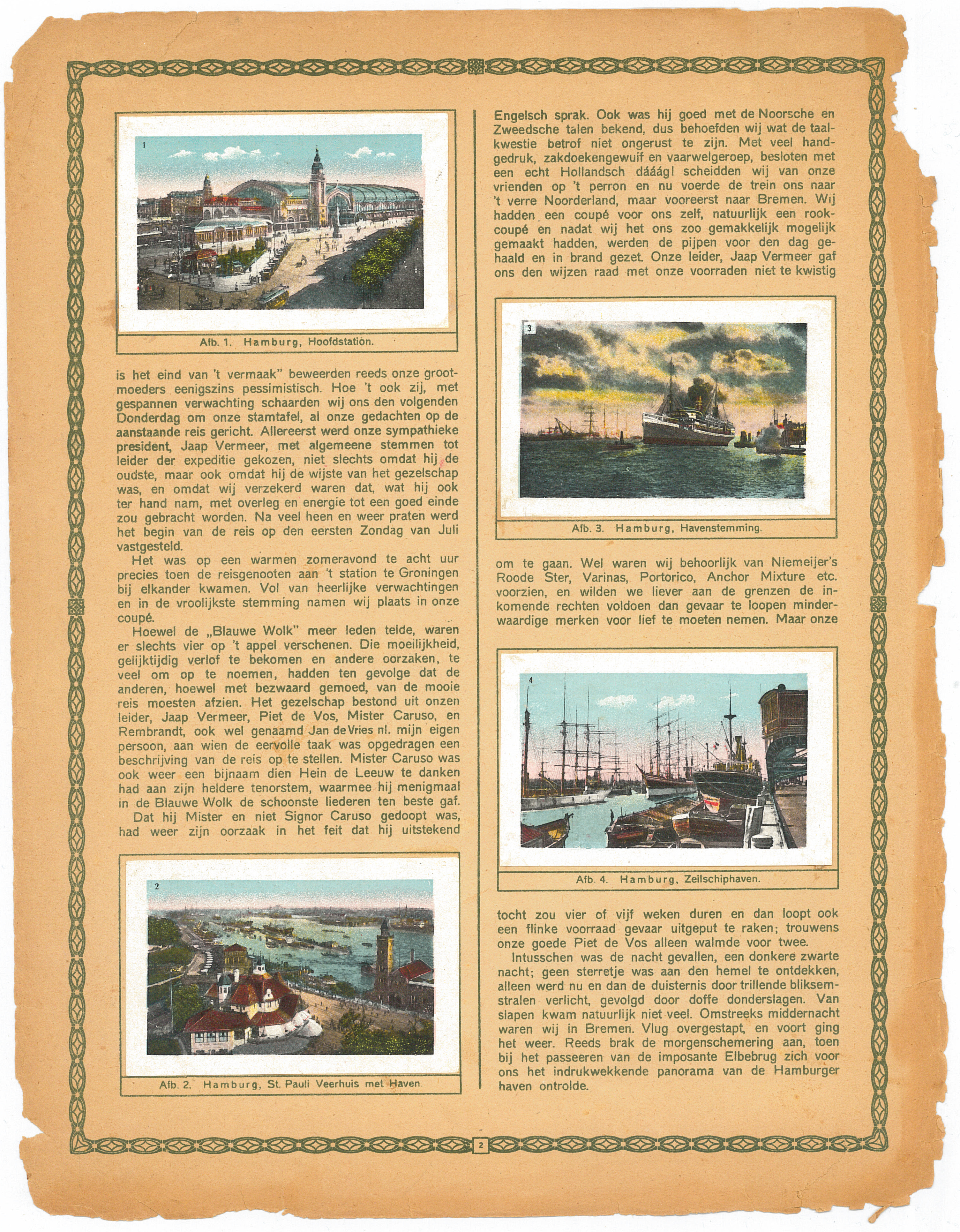
Naar het land der Middernachtszon
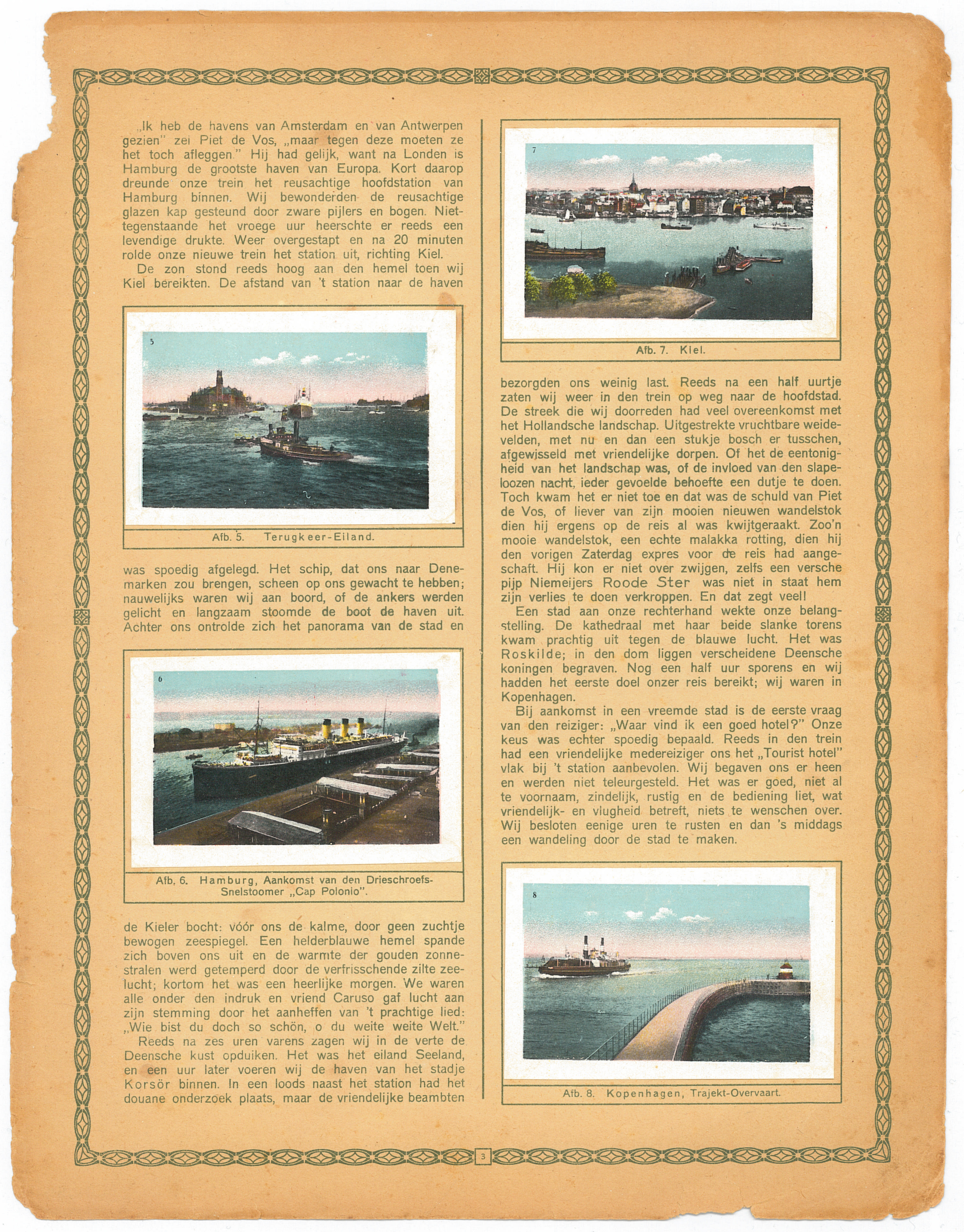
Naar het land der Middernachtszon
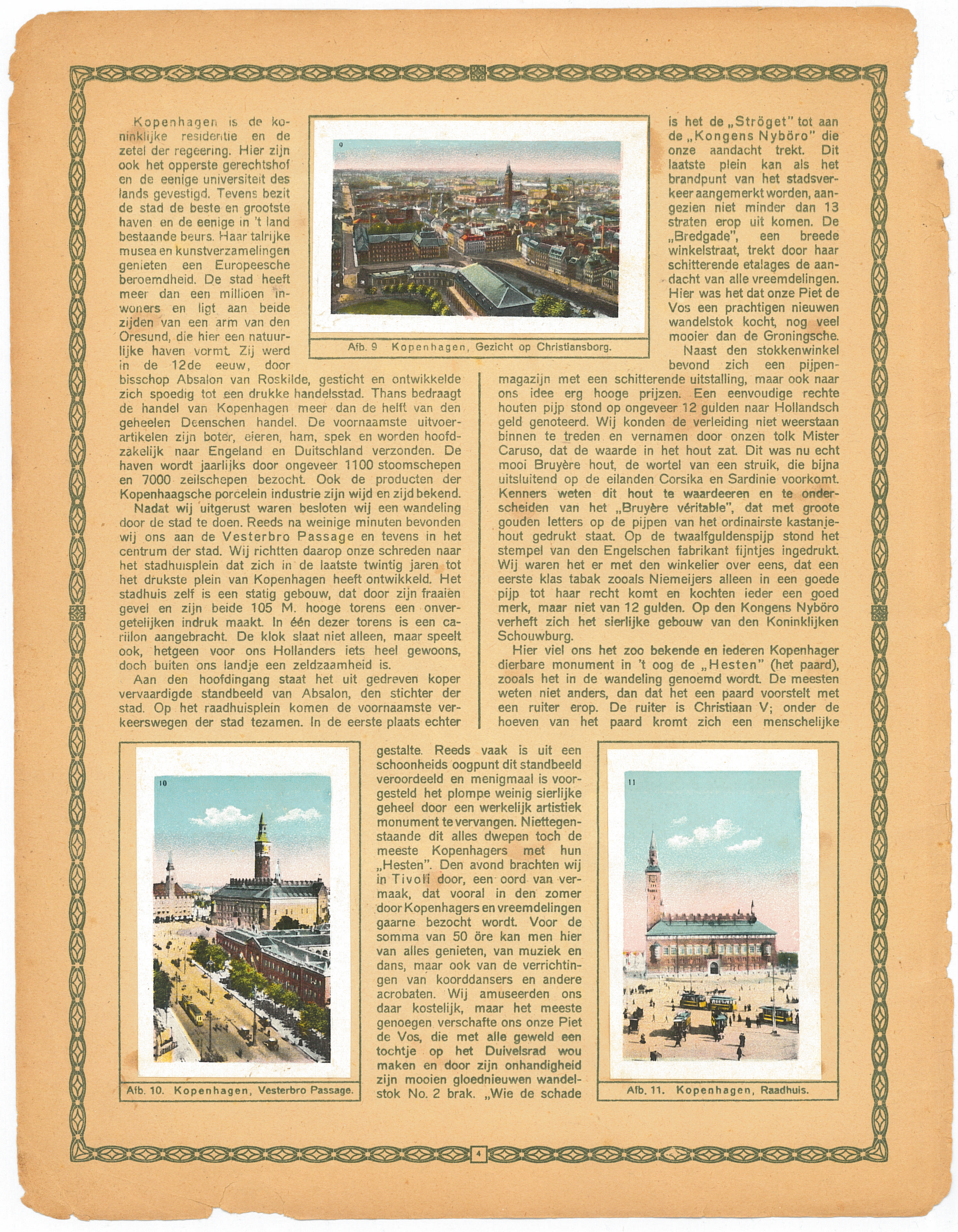
Naar het land der Middernachtszon
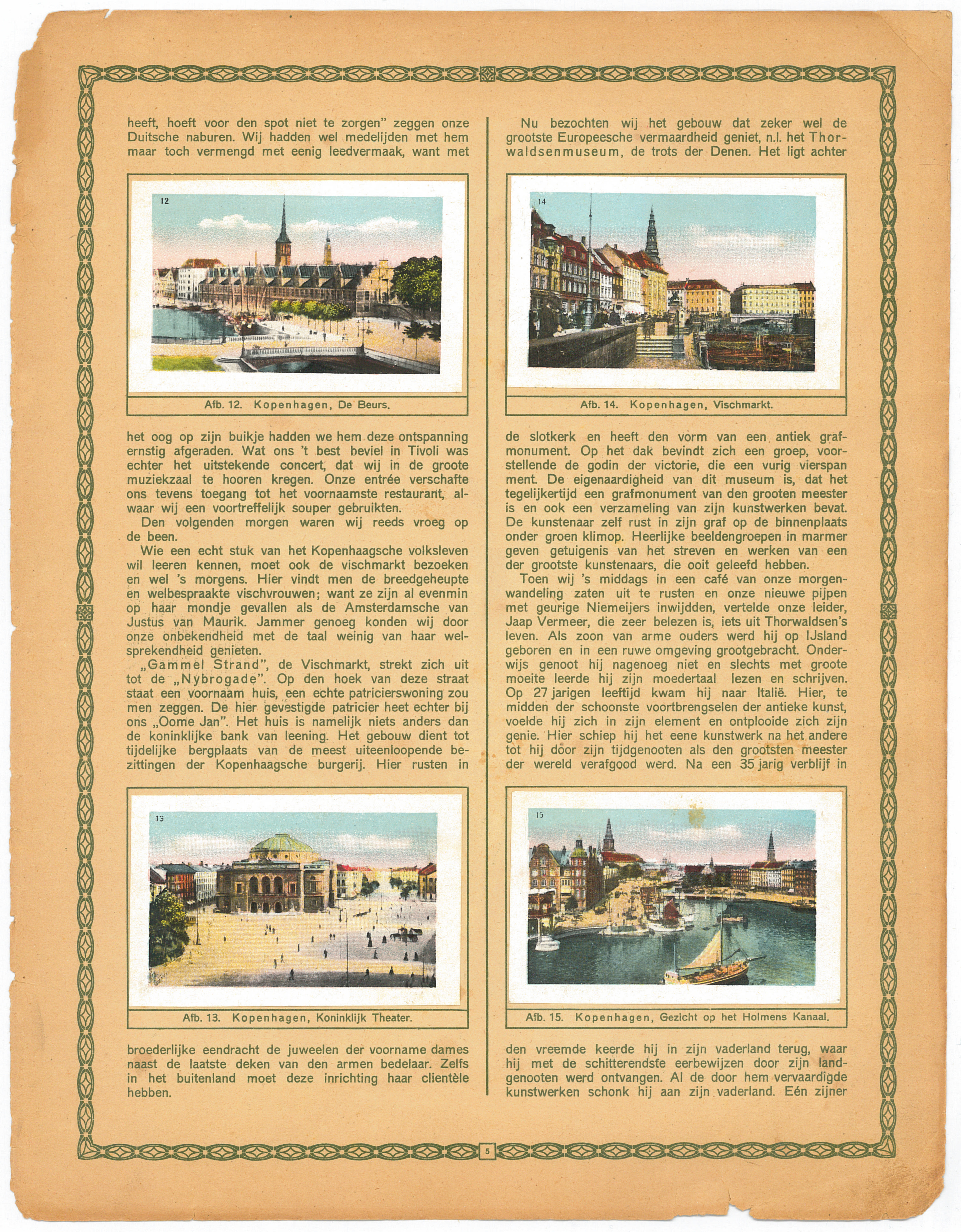
Naar het land der Middernachtszon